# Svenska Lanthönsklubben
Svenska Lanthönsklubben är en ideell förening som verkar för bevarandet av svenska lantrasfjäderfän.
Föreningen bedriver genbank på uppdrag av Jordbruksverket för totalt 16 st lantrasfjäderfän (varav 10 är lantrashöns, 4 är lantrasankor och 2 är lantrasgäss). Föreningen hade år 2023 enligt den egna webbplatsen cirka 2000 medlemmar och ger ut tidningen Hanegället fyra gånger per år.
Föreningen drev genbank redan från starten 1986. I Sverige fanns det inget statlig officiellt regelverk för genbankscertifiering av lantrasfjäderfän före år 2001. Riktlinjerna för detta gjordes i samråd mellan Svenska Lanthönsklubben och Jordbruksverket. Detta offentliga förvaltningsuppdrag fick Svenska Lanthönsklubben av Jordbruksverket den 28 september 2001. 2019–2023 har föreningen delat ut genbanksstod från Jordbruksverket, delvis finansierat av EU.